# Nordische Filmtage
Nordische Filmtage eller Nordisk filmdage er en stor nordtysk filmfestival i Lübeck. Der vises moderne film fra Tyskland og de nordiske og baltiske lande. Festivalen støttes blandt andet af Nordisk Råd og nordtysk radio NDR. Filmfestivalen afholdtes for første gang i år 1956.